# Michał Kleofas Ogiński
Michał Kleofas Ogiński   (Guzów, 25 de setembre de 1765 - Florència, 15 d'octubre de 1833) va ser un polonès diplomàtic i polític, Gran Tresorer de Lituània, i un senador del tsar Alexandre I. També va ser un compositor de la música romàntica primerenca. Els seus forts sentiments patriòtics el portaren a una vida agitada i intensa que el portà a residir a França, Rússia, Turquia i Itàlia.
Fou diputat al Reichstag, legat extraordinari a Holanda i, el 1793, gran Maestre del Tresor, el càrrec del qual, el 1794, renuncià quan la revolució de Kościuszko per organitzar al seu càrrec un regiment de caçadors. Fracassada la lluita per a ells, fugí, però retornà el 1802 amb permís de l'emperador Alexandre I, vivint en la seva finca de Zalesie, de Vilnius. Després del Tractat de Tilsit passà amb els seus seguidors a França i Itàlia, retornant el 1810 a Polònia com a senador i conseller secret, marxant, finalment, el 1815 a Itàlia. El mateix que el seu oncle Michał Kazimierz, fou gran protector de les arts i especialment de la música, per a la qual posseïa especials disposicions. Va compondre un gran nombre de poloneses per a piano, que es popularitzaren arreu d'Europa, romances, marxes i diverses òperes. Les seves Poloneses per a piano, que assoleixen fugir als models vuit-centistes d'aquest gènere, com preparant el camí a les obres mestres de Chopin. També és autor d'unes interessants Mémoires sur la Pologne et les polonais depuis 1788-1815 (París, 1826).